# Giacomo Fornoni
Giacomo Fornoni (Gromo, 26 dicembre 1939 – Rogeno, 26 settembre 2016) è stato un ciclista su strada e pistard italiano.
Fu campione olimpico nella 100 km a squadre ai Giochi olimpici di Roma 1960, e poi professionista dal 1961 al 1968.

## Carriera
Nato nel 1939 nella contrada Foppi di Gandellino (fino al 1957 in comune di Gromo, in seguito Gandellino), in Valle Seriana (Bergamo), si trasferì in giovane età con la famiglia nel lecchese. Tra i dilettanti fu campione olimpico nella cronometro a squadre, sulla distanza dei 100 km, ai Giochi di Roma 1960 in quartetto con Livio Trapè, Antonio Bailetti e Ottavio Cogliati.
Dopo la vittoria olimpica fu per otto stagioni, dal 1961 al 1968, professionista, sempre con la maglia della brianzola Molteni, venendo soprannominato "il Maestro". Ottenne solo tre successi su strada, tra i quali un Trofeo Baracchi, nel 1964 in coppia con Gianni Motta. Concluse secondo il Trofeo Baracchi anche nel 1961 e portò a termine tre edizioni del Giri d'Italia, compreso quello del 1966 vinto dal suo capitano Motta.
Su pista fu invece specialista dell'inseguimento individuale, raggiungendo una semifinale mondiale nel 1963 a Rocourt (concluse quarto) e perdendo due volte da Leandro Faggin nella finale dei campionati italiani di specialità, nel 1967 e 1968.

## Dopo il ritiro
Nel novembre 1968, dopo essersi ritirato dal professionismo, rilevò a Rogeno (Lecco), insieme alla moglie Teresilde Mughetti, la vecchia osteria del Mussin in località Maglio, sul confine con Merone. Il locale prese il nome "5 cerchi" proprio in onore alla vittoria olimpica del 1960. La trattoria è rimasta attiva per oltre quarant'anni.
Nel dicembre 2015 venne insignito del Collare d'oro al merito sportivo. È morto il 26 settembre 2016 a Rogeno.

## Palmarès

### Strada
- 1960 (dilettanti)

Giochi olimpici, 100 km a squadre
- 1964

Trofeo Baracchi (con Gianni Motta)
1967
Trofeo Elda - Vigevano
- 1968

1ª tappa, 1ª semitappa Cronostaffetta (Rho > Como)

## Piazzamenti

### Grandi Giri
- Giro d'Italia

1961: ritirato
1962: ritirato
1963: 80º
1964: ritirato
1965: 51º
1966: 81º
1967: ritirato

### Classiche monumento
- Milano-Sanremo

1962: 78º
1963: 71º
1964: 67º
- Giro di Lombardia

1961: 22º

### Competizioni mondiali
- Giochi olimpici

Roma 1960 - 100 km a squadre: vincitore
- Campionati del mondo su pista

Rocourt 1963 - Inseguimento individuale: 4º